# جامعة سوران
جامعة سوران هي جامعة حكومية معترف بها من قبل وزارة التعليم العالي والبحث علمي، ترعاها الحكومة الإقليمية الكردستانية العراقية ، تأسست عام 2009 وهي تقع في مدينة سوران ، في محافظة اربيل شمال العراق .

## الكليات
- كلية الفنون
- كلية القانون
- كلية العلوم
- كلية التربية
- كلية الهندسة،

وتشمل قسم الهندسة المدنية، الكيميائية، وهندسة البترول
وتخطط الجامعة سوران لفتح المزيد من الكليات والاقسام في المستقبل حسب الحاجة

## الطاقم أو الهيئة
- رئيس الجامعة: الدكتور مصلح مصطفى امام حمد
  - نائب الرئيس للشؤون الإدارية والمالية: الدكتور عامر صادق
  - نائب الرئيس للشؤون العلمية: الدكتور الرقيب راشد
  - نائب الرئيس لشؤون الطلاب الدكتور: زانيار رزجار
- الدكتور سردار عميد كلية العلوم
- الدكتور دیار معاذ عميد كلية التربية
- الدكتور كمران عميد كلية القانون
- الدكتور بينجن عميد كلية الهندسة
- الدكتور قيس عميد كلية الاداب

## وصلات خارجية
- موقع الجامعة